# Mohamed Mahrúfí
Mohamed Mahrúfí (arabul: محمد محروفي;) (Casablanca, 1947 –) marokkói válogatott labdarúgó.

## Pályafutása

### Klubcsapatban
A Difaâ Hassani El Jadidi csapatában játszott.

### A válogatottban
A marokkói válogatott tagjaként részt vett az 1970-es világbajnokságon, és az 1972-es Afrika-kupán.

## Külső hivatkozások
- Mohamed Mahrúfí – a FIFA adatbázisában
- Mohamed Mahrúfí adatlapja a National-Football-Teams.com oldalon (angolul)